# Campionato europeo di Formula 2 1979
La stagione 1979 del Campionato europeo di Formula 2 fu corsa su 12 gare. La serie venne vinta dal pilota elvetico Marc Surer su March 792-BMW. 

## La pre-stagione

### Calendario
| Gara | Nome                                                                    | Circuito                      | Giri  | Lunghezza            | Data         | Note                                                                              |
| ---- | ----------------------------------------------------------------------- | ----------------------------- | ----- | -------------------- | ------------ | --------------------------------------------------------------------------------- |
| 1    | BRDC International Trophy Marlboro / Daily Express International Trophy | Circuito di Silverstone       | 47    | 47x4,718=221,746 km  | 25 marzo     |                                                                                   |
| 2    | Deutschland Trophäe Jim Clark Gedächtnisrennen                          | Hockenheimring                | 20+20 | 40x6,800=272 km      | 8 aprile     | Gara disputata su due manche di 20 giri ciascuna. Classifica per somma di tempi.  |
| 3    | BARC 200 Jochen Rindt Trophy                                            | Circuito di Thruxton          | 55    | 55x3,792=208,56 km   | 16 aprile    |                                                                                   |
| 4    | ADAC-Eiffelrennen                                                       | Nürburgring                   | 9     | 9x22,836=205,5246 km | 29 aprile    |                                                                                   |
| 5    | Gran Premio di Roma                                                     | Circuito di Vallelunga        | 65    | 65x3,200=208 km      | 13 maggio    |                                                                                   |
| 6    | Gran Premio del Mugello Gran Premio Vanucci                             | Circuito del Mugello          | 42    | 42x5,245=220,29 km   | 20 maggio    |                                                                                   |
| 7    | Gran Premio di Pau                                                      | Circuito di Pau               | 73    | 73x2,834=206,812 km  | 3 giugno     |                                                                                   |
| 8    | Rhein Pokalrennen                                                       | Hockenheimring                | 20+20 | 40x6,790=271,6 km    | 10 giugno    | Gara disputata su due manches di 20 giri ciascuna. Classifica per somma di tempi. |
| 9    | Gran Premio di Zandvoort                                                | Circuito di Zandvoort         | 50    | 50x4,226=211,3 km    | 15 luglio    |                                                                                   |
| 10   | Gran Premio del Mediterraneo                                            | Autodromo di Pergusa          | 45    | 45x4,950=222,75 km   | 29 luglio    |                                                                                   |
| 11   | Gran Premio dell'Adriatico                                              | Autodromo Santamonica, Misano | 60    | 60x3,487=209,22 km   | 5 agosto     |                                                                                   |
| 12   | Donington 50000                                                         | Circuito di Donington Park    | 65    | 65x3,392=220,48 km   | 19 settembre |                                                                                   |

## Risultati e classifiche

### Risultati
| Gara | Circuito    | Tempo      | Velocità | Pole position | GPV                | Vincitore     | Vettura    |
| ---- | ----------- | ---------- | -------- | ------------- | ------------------ | ------------- | ---------- |
| 1    | Silverstone | 1h01'42.52 |          | Eddie Cheever | Derek Daly         | Eddie Cheever | Osella-BMW |
| 2    | Hockenheim  | 1h20'27.1  |          | Marc Surer    | Stephen South      | Keke Rosberg  | March-BMW  |
| 3    | Thruxton    | 1h04'10.31 |          | Rad Dougall   | Marc Surer         | Rad Dougall   | March-Hart |
| 4    | Nürburgring | 1h12'46.7  |          | Keke Rosberg  | Manfred Winkelhock | Marc Surer    | March-BMW  |
| 5    | Vallelunga  | 1h16'34.9  |          | Stephen South | Brian Henton       | Marc Surer    | March-BMW  |
| 6    | Mugello     | 1h15'46.9  |          | Derek Daly    | Beppe Gabbiani     | Brian Henton  | March-Hart |
| 7    | Pau         | 1h54'30.32 |          | Eddie Cheever | Marc Surer         | Eddie Cheever | Osella-BMW |
| 8    | Hockenheim  | 1h20'56.57 |          | Stephen South | Alberto Colombo    | Stephen South | March-BMW  |
| 9    | Zandvoort   | 1h09'37.86 |          | Brian Henton  | Eddie Cheever      | Eddie Cheever | Osella-BMW |
| 10   | Pergusa     | 1h11'02.9  |          | Brian Henton  | Stephen South      | Eje Elgh      | March-BMW  |
| 11   | Misano      | 1h14'29    |          | Brian Henton  | Brian Henton       | Brian Henton  | Ralt-Hart  |
| 12   | Donington   | 1h11'53.20 |          | Derek Daly    | Derek Daly         | Derek Daly    | March-BMW  |

### Classifica Piloti
| Punti | 9 | 6 | 4 | 3 | 2 | 1 |

Contano i 10 migliori risultati.
| Posizione | Nome                | Paese          | Team                          | Telaio       | Motore | Regno Unito (bandiera) | Germania (bandiera) | Regno Unito (bandiera) | Germania (bandiera) | Italia (bandiera) | Italia (bandiera) | Francia (bandiera) | Germania (bandiera) | Paesi Bassi (bandiera) | Italia (bandiera) | Italia (bandiera) | Regno Unito (bandiera) | Punti Totali |
| --------- | ------------------- | -------------- | ----------------------------- | ------------ | ------ | ---------------------- | ------------------- | ---------------------- | ------------------- | ----------------- | ----------------- | ------------------ | ------------------- | ---------------------- | ----------------- | ----------------- | ---------------------- | ------------ |
| 1         | Marc Surer          | Svizzera       | BMW Junior Team               | March        | BMW    | -                      | -                   | -                      | 9                   | 9                 | -                 | 4                  | 2                   | 4                      | -                 | 4                 | 6                      | 38           |
| 2         | Brian Henton        | Regno Unito    | Toleman Motorsport            | Ralt         | Hart   | 4                      | 3                   | -                      | 6                   | -                 | 9                 | -                  | -                   | 2                      | -                 | 9                 | 3                      | 36           |
| 3         | Derek Daly          | Irlanda        | Project Four Racing           | March        | BMW    | 6                      | -                   | 6                      | -                   | -                 | -                 | -                  | 6                   | -                      | 6                 | -                 | 9                      | 33           |
| 4         | Eddie Cheever       | Stati Uniti    | Osella Corse                  | Osella Corse | BMW    | 9                      | 2                   | -                      | -                   | -                 | -                 | 9                  | -                   | 9                      | 2                 | 1                 | -                      | 32           |
| 5         | Rad Dougall         | Sudafrica      | Toleman Motorsport            | March        | Hart   | -                      | 6                   | 9                      | 1                   | 2                 | -                 | -                  | -                   | -                      | 1                 | -                 | -                      | 19           |
|           | Beppe Gabbiani      | Italia         | BMW Junior Team               | March        | BMW    | -                      | -                   | -                      | -                   | -                 | 6                 | 3                  | 4                   | -                      | -                 | 6                 | -                      | 19           |
|           | Stephen South       | Regno Unito    | Project Four Racing           | March        | BMW    | 2                      | -                   | -                      | -                   | -                 | -                 | -                  | 9                   | -                      | 4                 | -                 | 4                      | 19           |
| 8         | Siegfried Stohr     | Italia         | Trivellato Racing             | Chevron      | BMW    | -                      | -                   | -                      | 3                   | 6                 | -                 | 6                  | -                   | -                      | -                 | 2                 | -                      | 17           |
| 9         | Eje Elgh            | Svezia         | Team Tiga                     | March        | BMW    | -                      | -                   | -                      | -                   | -                 | 4                 | -                  | -                   | 1                      | 9                 | -                 | 2                      | 16           |
| 10        | Teo Fabi            | Italia         | March Racing                  | March        | BMW    | -                      | 1                   | -                      | -                   | -                 | 3                 | -                  | -                   | 6                      | 3                 | -                 | -                      | 13           |
| 11        | Bobby Rahal         | Stati Uniti    | Chevron Racing                | Chevron      | Hart   | 3                      | -                   | 2                      | -                   | 3                 | 1                 | -                  | 1                   | -                      | -                 | -                 | -                      | 10           |
| 12        | Keke Rosberg        | Finlandia      | Project Four Racing           | March        | BMW    | -                      | 9                   | -                      | -                   | -                 | -                 | -                  | -                   | -                      | -                 | -                 | -                      | 9            |
| 13        | Miguel Ángel Guerra | Argentina      | Team Everest                  | March        | BMW    | -                      | 4                   | 3                      | -                   | -                 | -                 | 1                  | -                   | -                      | -                 | -                 | -                      | 8            |
|           | Alberto Colombo     | Italia         | San Remo Racing               | March        | BMW    | 1                      | -                   | 4                      | -                   | -                 | -                 | -                  | -                   | 3                      | -                 | -                 | -                      | 8            |
| 15        | Patrick Gaillard    | Francia        | Chevron Racing                | Chevron      | Hart   | -                      | -                   | -                      | -                   | -                 | -                 | 2                  | 3                   | -                      | -                 | -                 | -                      | 5            |
| 16        | Manfred Winkelhock  | Germania Ovest | Cassani Racing                | Ralt         | BMW    | -                      | -                   | -                      | 4                   | -                 | -                 | -                  | -                   | -                      | -                 | -                 | -                      | 4            |
|           | Maurizio Flammini   | Italia         | Flammini Racing               | March        | BMW    | -                      | -                   | -                      | -                   | 4                 | -                 | -                  | -                   | -                      | -                 | -                 | -                      | 4            |
| 18        | Huub Rothengatter   | Paesi Bassi    | Docking Spitzley/Team Holland | Chevron      | BMW    | -                      | -                   | 1                      | 2                   | -                 | -                 | -                  | -                   | -                      | -                 | -                 | -                      | 3            |
|           | Juan María Traverso | Argentina      | March Racing/Salisbury Racing | March        | Hart   | -                      | -                   | -                      | -                   | -                 | -                 | -                  | -                   | -                      | -                 | 3                 | -                      | 3            |
| 20        | Derek Warwick       | Regno Unito    | Theodore Racing               | March        | BMW    | -                      | -                   | -                      | -                   | -                 | 2                 | -                  | -                   | -                      | -                 | -                 | -                      | 2            |
| 21        | Andrea De Cesaris   | Italia         | Project Four Racing           | March        | BMW    | -                      | -                   | -                      | -                   | 1                 | -                 | -                  | -                   | -                      | -                 | -                 | -                      | 1            |
|           | Oscar Pedersoli     | Italia         | San Remo Racing               | March        | BMW    | -                      | -                   | -                      | -                   | -                 | -                 | -                  | -                   | -                      | -                 | -                 | 1                      | 1            |